# Nicolas Poussin
Nicolas Poussin (15. června 1594, Les Andelys, Francie – 19. listopadu 1665, Řím) byl francouzský malíř, který prožil většinu života v Římě. Vyšel z baroka a postupně se stal jedním z tvůrců a typickým představitelem klasicismu. Jeho dílo ovlivnilo mnoho generací francouzských malířů.

## Život

### Původ
Nicolas Poussin se narodil v osadě Villiers poblíž města Les Andelys v Normandii. Jeho otec byl nižší šlechtic, matka pocházela z rodiny soudce. Přesný den narození není známý, tamní matriky byly zničeny. 15. červen je výsledkem pozdější tradice, která je všeobecně přijímána. V letech 1611–1612 v Les Andelys působil malíř Quentin Varin, který zřejmě upozornil Nicolasovy rodiče na chlapcův talent.

### Učení
Na podzim 1612 Poussin bez vědomí rodičů opustil domov a vydal se do Paříže, kde pracoval v ateliérech malířů Ferdinanda Elle a Georgese Lallemanta. V Paříži se seznámil s královniným komorníkem Alexandrem Courtoisem, který mu zpřístupnil svoji sbírku rytin podle obrazů Raffaela a Giulia Romana. Z jeho zámku v Mornay v kraji Poitou, na jehož výzdobě měl pracovat, se Poussin vzhledem k vážnému onemocnění v roce 1614 vrátil do Paříže a pak domů k rodičům. Dva roky nato, už s jejich souhlasem, Les Andelys definitivně opustil. Jeho cílem byla opět Paříž.

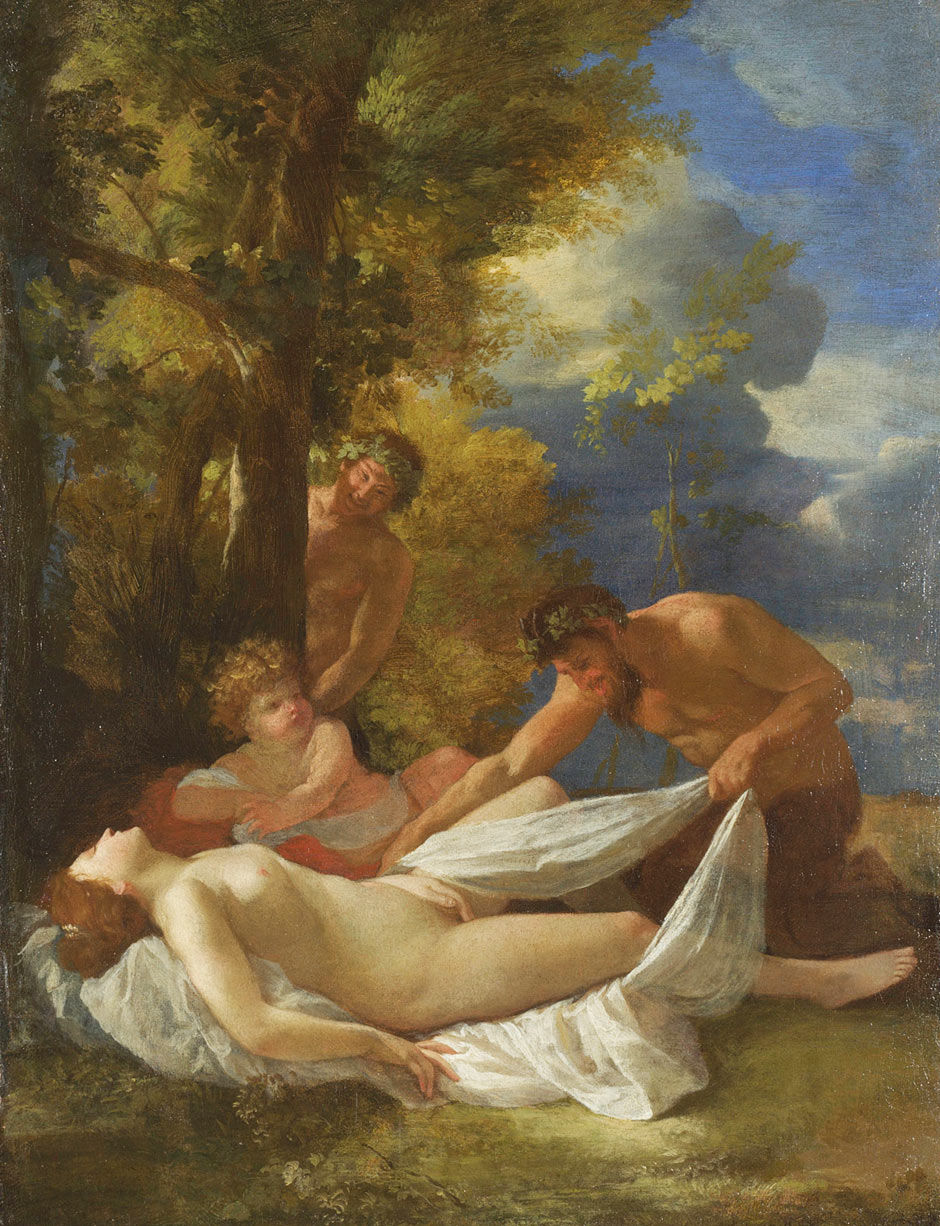
Nymfa a chlípník, asi 1627

### Itálie
Roku 1617 se Poussin rozhodl navštívit Itálii, aby mohl studovat díla svých vzorů, Raffaela, Romana a také Rubense, na vlastní oči. Dojel do Florencie, kde se seznámil s díly místních renesančních umělců. V letech 1618–1619 je doložený jeho pobyt u pařížského zlatníka Jeana Guillemina, který ho žaloval pro dluh 120 livrů. Nedostatek peněz Poussinovi zatím neumožnil uskutečnit zamýšlenou cestu do Říma.

### Francie
V roce 1622 odcestoval do Lyonu, kde vytvořil sérii šesti velkoformátových obrazů, znázorňujících život zakladatelů jezuitského řádu. Byly vystaveny v Paříži, kde zaujaly neapolského básníka a sběratele umění Giovanni Battistu Mariniho. Ten se stal prvním Poussinovým mecenášem. Díky Marinimu navázal Poussin později v Paříži kontakt s příslušníky vlivného rodu Barberini, z jejichž rodu pocházel papež Urban VIII. Marini v něm také vzbudil zájem o Ovidia a antickou mytologii, která se stala celoživotním tématem jeho obrazů. Pro Mariniho vytvořil cyklus kreseb na námět Ovidiových Proměn. Jeho posledními pracemi v Paříži byla výzdoba Lucemburského paláce a obraz Smrt Panny Marie, určený pro katedrálu Notre Dame. V roce 1624 odešel – přes Benátky – do Říma a s výjimkou pařížského pobytu na počátku 40. let ho do konce života neopustil.

V Paříži se jeho mecenášem a prvním zadavatelem obrazů stal kardinál Francesco Barberini. Na konci 20. let Poussin vážně onemocněl, pravděpodobně na syfilis. V září 1630 se oženil s Annou Marií Dughetovou, dcerou kuchaře, v jehož rodině se léčil. Jejich manželství zůstalo bezdětné. Rok nato vystoupil malíř jako svědek v procesu s palermským šlechticem Valguarnerou, obžalovaným z loupežné vraždy. Za ukradené diamanty měl nakupovat obrazy, mj. i dva od Poussina. Zřejmě v témže roce se stal členem římského malířského cechu sv. Lukáše.

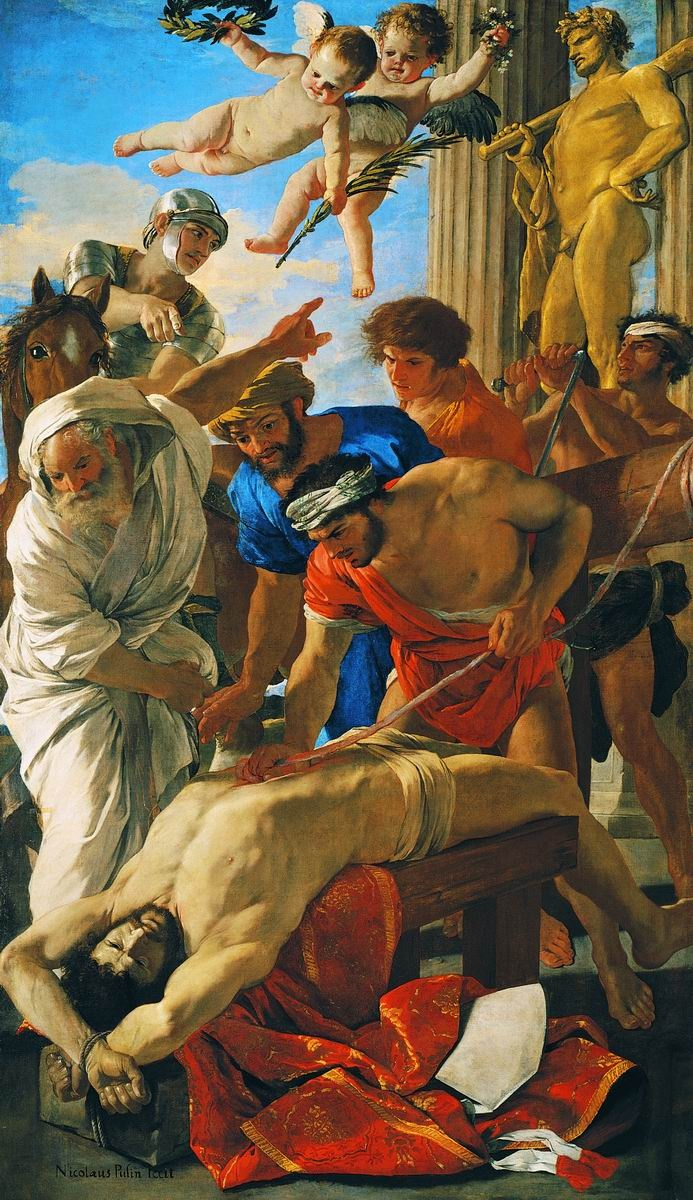
Umučení sv. Erasma, 1629

Ve 2. polovině 30. let se začal projevovat zájem o jeho obrazy i v Paříži. Sérii obrazů si od něj objednal i kardinál Richelieu. V lednu 1639 obdržel Poussin od krále Ludvíka XIII. pozvání k jeho dvoru. Malíř dlouho cestu odkládal, nakonec se podrobil nátlaku a v doprovodu zvláštního vyslance Paula Fréarta de Chantelou, který se stal jeho celoživotním přítelem a mecenášem, v říjnu 1640 odjel do Paříže. Král ho přijal s poctami a v březnu 1641 byl jmenován prvním královským malířem. Ubytován byl v Tuilleriích, kde pracoval na výzdobě Velké galerie, spojující Tuillerie s Louvrem. Rivalita s tehdejším pařížským zástupcem caravaggismu Simonem Vouetem, dvorské intriky a nadměrné množství zakázek, které mu nevyhovovaly, způsobily, že se pod záminkou, že si přiveze manželku, na podzim 1642 vrátil do Říma.

### Návrat do Říma
Francouzi však i nadále tvořili velkou část jeho zákazníků. V roce 1645 se seznámil s bankéřem Jeanem Pointelem, který se stal jedním z jeho nejdůležitějších mecenášů. Římští malíři ho roku 1657 zvolili představeným cechu sv. Lukáše, Poussin však tento úřad nepřijal.
V té době začaly vzrůstat jeho zdravotní potíže, které se objevovaly už ve 40. letech. Zhoršoval se mu zrak a pravá ruka se nekontrolovaně třásla. Pravděpodobně se jednalo o Parkinsonovu nemoc Roku 1664 zemřela po dlouhé nemoci Poussinova manželka Anna Marie. V lednu 1665 napsal svému budoucímu životopisci André Félibienovi, že mu zdravotní stav nedovoluje malovat a že svůj poslední obraz, Apollo a Daphne, už nedokončí.

### Úmrtí
Poté, co ráno 19. listopadu 1665 ještě prohlédl svou poslední vůli, v poledne téhož dne zemřel. Pohřben byl v kostele San Lorenzo in Lucina v Římě. Na Chateaubriandův popud nahradil roku 1829 prostý náhrobní kámen nový epitaf s motivem jeho slavného obrazu Et in Arcadia Ego. Od roku 1782 je Poussinova busta umístěna v římském Pantheonu v sousedství busty Raffaelovy a Carracciovy. Poussin po sobě zanechal okolo 230 maleb a řadu kreseb a skic.

## Dílo

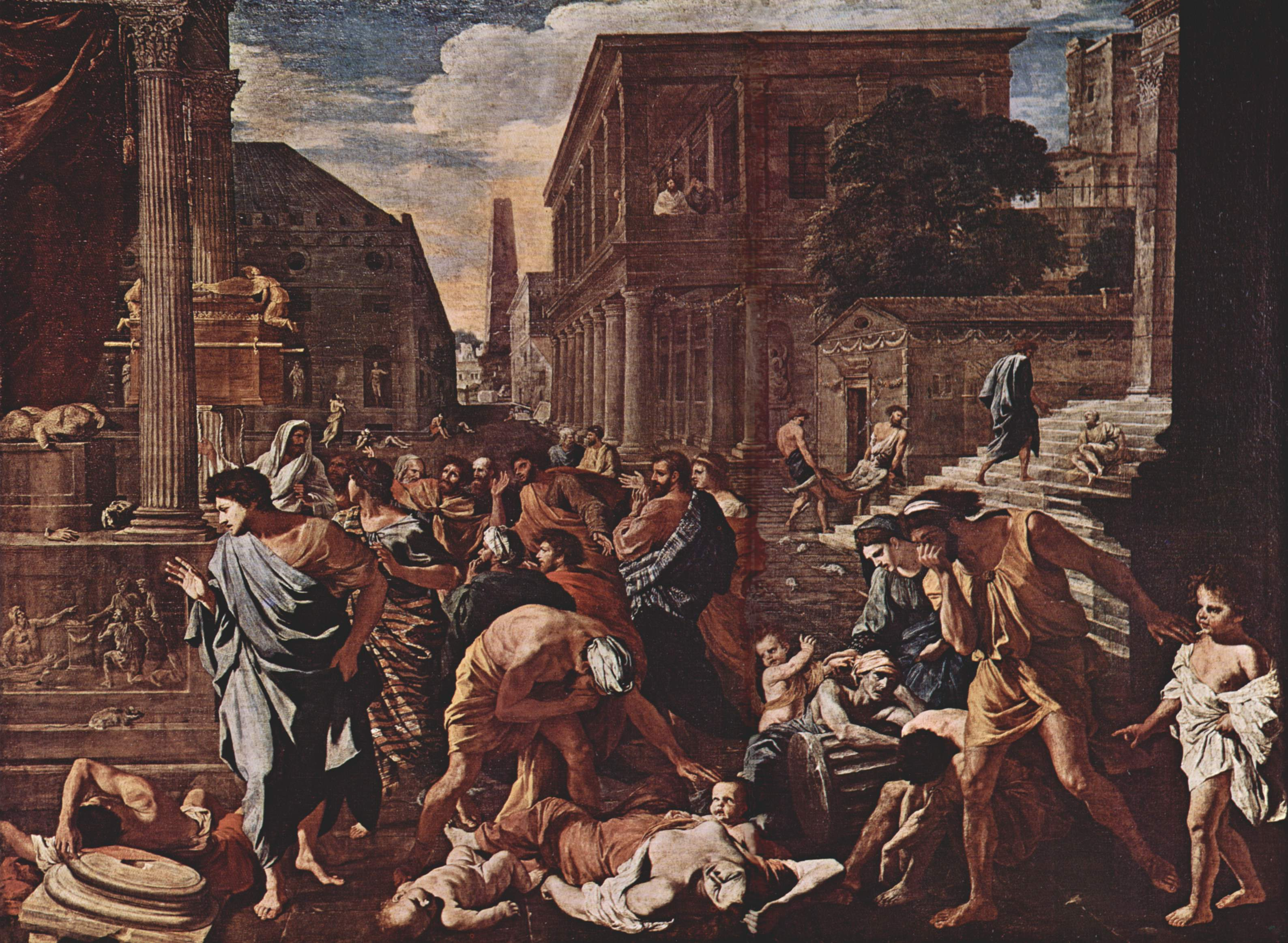
Mor v Ašdódu, 1630/1631

V Poussinových raných římských obrazech se projevují vlivy manýrismu poloviny 16. století a kolorismu benátských malířů, zejména Tiziana. Kolem roku 1630 se jeho styl začal měnit. Odvrací se od nově vznikajícího, exaltovaného barokního slohu a zcela se věnuje své vášni pro antiku. Náměty jeho obrazů se stávají biblické a mytologické události. Po roce 1633 přechází od bohatých a zářivých barev Tizianových ke střízlivější, chladnější barevné tonalitě. Kompozice jeho obrazů se stávají klidnější, postavy nabývají sochařské plasticity. Jeho vzorem se stávají obrazy zralého období Raffaelova. Emoce postav se snaží vyjádřit snadno čitelnými gesty, postoji a výrazy tváře. Kompozice obrazů sestavoval za pomoci zařízení zvaného camera obscura. Do vyklápěcí skříňky s jedním malým otvorem umístil malé voskové modely plánovaných postav. Následně tímto otvorem zkoumal budoucí efekt obrazu.
Během dekády 1643–1653 namaloval obrazy, které jdou ztělesněním francouzského klasicismu. Charakterizuje je klidná, strukturovaná kompozice, tvrdé jasné světlo a pocit vážnosti. V té době se, pod vlivem Lorrainovým, s nímž se přátelil, začal intenzivně zabývat krajinomalbou. V posledních letech tvorby se Poussinův styl opět měnil. Akce postav na obrazech se minimalizují a výrazy jejich tváří se zklidňují; obrazy si přesto uchovávají emoční intenzitu. Alegorie, symbolismus a mysticismus hrají v jeho tvorbě stále větší úlohu. Scény na obrazech jsou ztišené, vyzařuje z nich nadpozemský klid. Poussin se dostal za hranici zpodobení historické události; dospěl k symbolizování věčných pravd své doby.
Poussin v posledních letech věřil, že umění má působit víc na lidský rozum než na oko. Obraz měl podle něj znázorňovat ty nejušlechtilejší situace člověka, bez zbytečných detailů a smyslnosti. Toto přesvědčení se stalo základem francouzského akademického stylu 17. století.

### Odkaz

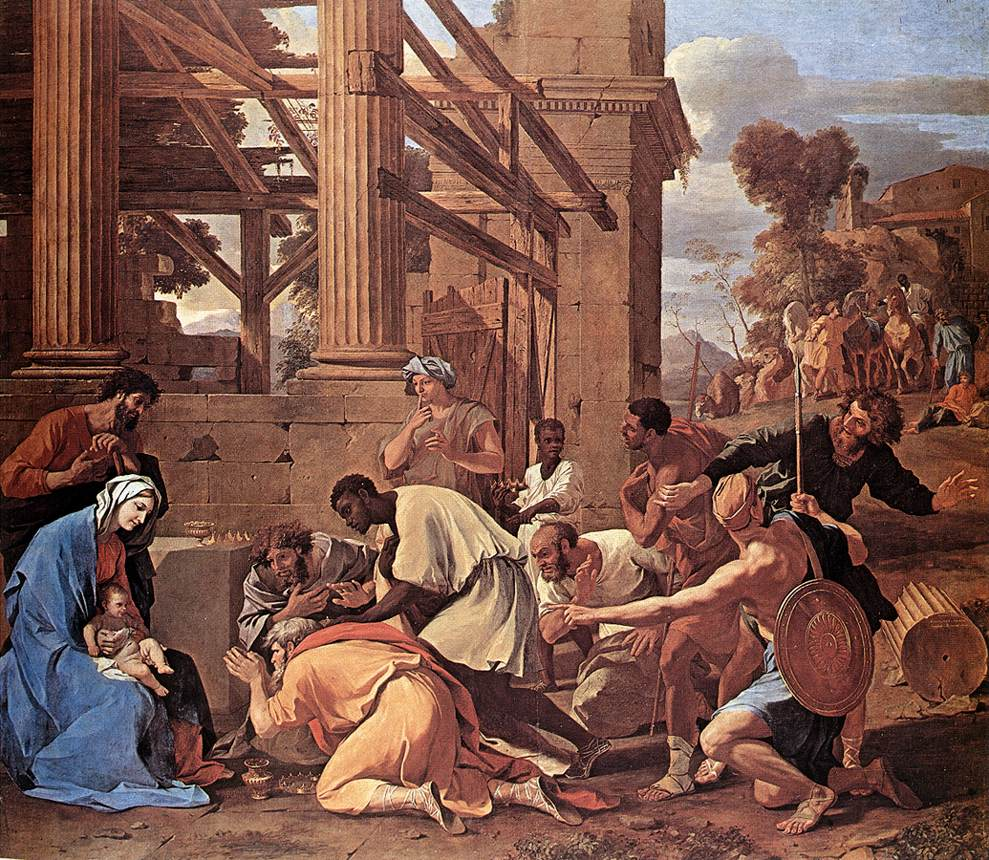
Klanění Tří králů, 1633

Poussinovo postavení v očích jeho následovníků a historiků umění se měnilo. Až do konce 18. století byl považován za vůdčí zjev francouzského malířství, za Raffaela 17. století. V 19. a na počátku 20. století byl Poussin – v souvislosti s nástupem nových směrů v malířství – považován za rigidního akademika, který nemá současnosti co říci. Byli to zejména Paul Cézanne a Pablo Picasso, kteří k Poussinovi vyjádřili obdiv a respekt a vrátili mu významné místo v dějinách umění. Picasso dokonce namaloval parafrázi Poussinova obrazu Panův triumf. Anglický malíř Francis Bacon čerpal inspiraci z díla Vraždění neviňátek II. V 90. letech, v souvislosti se čtyřstým výročím narození, se Poussin stal předmětem zájmu amerických malířů. Poussinovy obrazy bývají velmi často reprodukovány na obalech hudebních nosičů s barokní hudbou a na obálkách knih zabývajících se mytologickými náměty. Poussin je považován za francouzského malíře, za svého ho považuje také Itálie.

### Výběr z díla

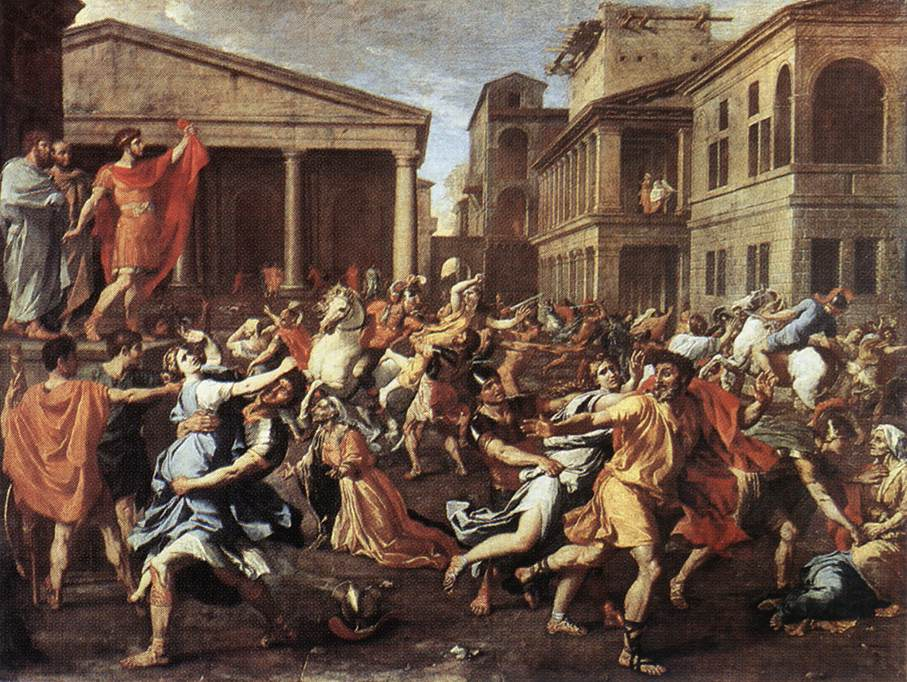
Únos Sabinek, 1633

Umučení sv. Erasma, 1629, olejomalba, 320×186 cm, Pinacoteca Vaticana, Řím. Na přímluvu kardinála Barberiniho a architekta Berniniho obdržel Poussin v roce 1628 zakázku na tento martyrologický námět pro Baziliku svatého Petra. Tímto obrazem se v Římě etabloval. Velekněz ukazuje na Herkulovu sochu v pozadí a připomíná mučedníkovi římskou tradici ve snášení bolesti.
Mor v Ašdódu, 1630/1631, olejomalba, 148×198 cm, Louvre, Paříž. Námětem obrazu je starozákonní příběh (1. Samuelova, kap. 5) o tom jak se Pelištejci (dříve Filištíni) zmocnili archy úmluvy a Bůh na ně za trest seslal mor. Motivem vzniku obrazu však také byla skutečná událost: morová epidemie, která roku 1630 vypukla v Miláně. Motiv mrtvé matky s živým dítětem u prsu použil Delacroix v obraze Vraždění na Chiu.
Klanění Tří králů, 1633, olejomalba, 160×182 cm, Gemäldegalerie Alte Meister, Drážďany. Je to jeden z mála malířových obrazů, na němž je kromě signatury uvedený i letopočet. Poussin tento obraz zřejmě předložil předložil cechu sv. Lukáše, aby v jeho rámci dosáhl vyššího stupně. Králové představují jak tři věky člověka, tak tři světadíly: Evropu, Asii a Afriku.
Únos Sabinek, 1633, olejomalba, 159×206 cm, Louvre, Paříž. Legendární zakladatel Říma Romulus pozval ke hrám k poctě boha Neptuna sousední národ Sabiny.

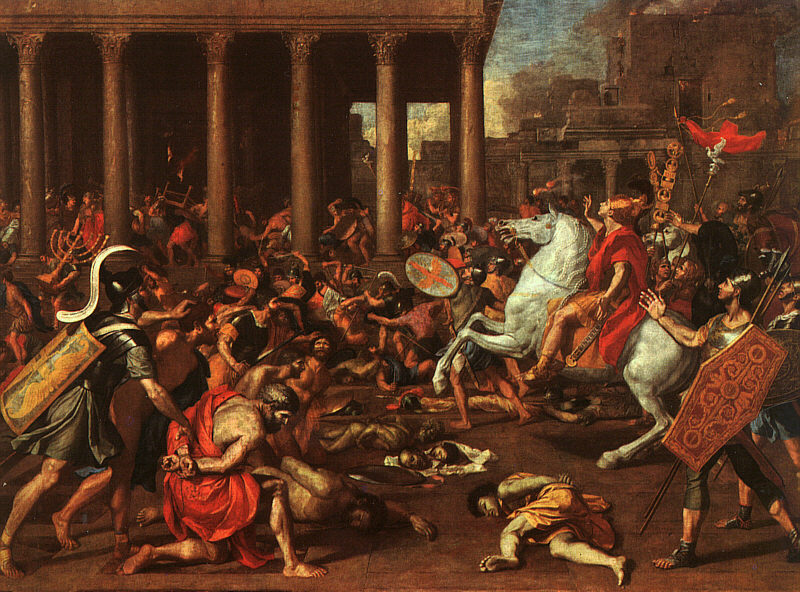
Zapálení jeruzalémského chrámu II, 1635

 Na Romulovo znamení (Romulus v červeném plášti stojí v levé části obrazu před Jupiterovým chrámem) se Římané zmocnili sabinských žen a pojali je za manželky. Obraz připomíná vír, dirigovaný Romulem.
Zapálení jeruzalémského chrámu II, 1635, olejomalba, 147×198 cm, Uměleckohistorické muzeum (Vídeň) Poussin se někdy vracel k již zpracovaným námětům a přetvářel je, což je i případ tohoto obrazu. První, nedochovaná verze, je známá jen z rytiny. Římský vojevůdce a pozdější císař Titus na bílém koni chtěl zapálení chrámu zabránit, přijel však pozdě. Později byla horní část obrazu uříznuta, proto není vidět požár střechy, který Titus sleduje. Zobrazení chrámu je výsledkem Poussinova studia římské architektury. Obraz byl určen pro českého krále a císaře Ferdinanda III. Do roku 1721 byl v obrazárně na Pražském hradě.
Židé sbírají manu, 1639, olejomalba, 149×200 cm, Louvre, Paříž. Ústřední postavou obrazu je Mojžíš v modro-červeném plášti. Jeho gesto je odvozené od Raffaelova Platóna z Athénské školy ve Vatikánu. Děj je možné sledovat v několika skupinách, z nichž každá je charakterizována jiným psychickým stavem. Pro svou dokonalou kompozici byl obraz v roce 1667 vybrán jako vzor pro nově vznikající Akademii.
Šalamounův soud, 1649, olejomalba, 100×150 cm, Louvre, Paříž. 

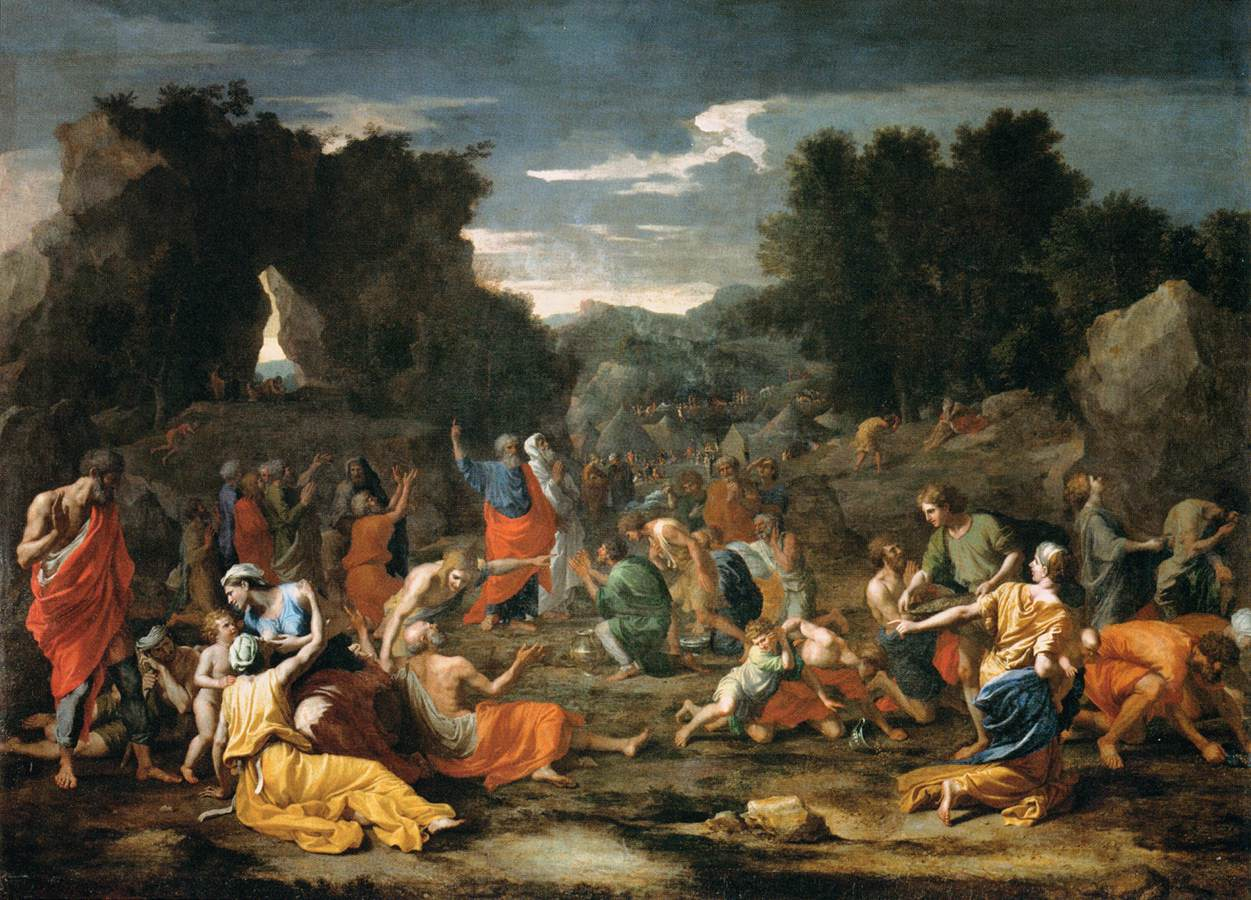
Židé sbírají manu, 1639

 Před biblického krále Šalamouna se dostavily dvě ženy s jedním dítětem a obě se prohlásily za jeho matku. Král rozhoduje, že dítě bude rozpůleno a každá z žen dostane polovinu. Nepravá matka s rozsudkem souhlasí, zatímco ta pravá je za záchranu jeho života ochotná se dítěte vzdát. Poussin, který tento obraz považoval ze jeden ze svých nejlepších, zde rozehrál sugestivní psychologické divadlo.
Autoportrét I, 1649, olejomalba, 78×85 cm, Gemäldegalerie Berlin. Na přelomu 40. a 50. let namaloval pro své dva mecenáše, Poussin dva autoportréty. První z nich určil pro bankéře Jeana Pointela, druhý pro Fréarta de Chantelou. Pro měšťana Pointela vytvořil přátelský, neformální portrét, pro šlechtice de Chantelou se zpodobil jako muž naplněný důstojností.
Apollón a Dafné, 1664, olejomalba, 155×200 cm, Louvre, Paříž. Poslední Poussinův obraz. Malíř ho nedlouho před smrtí věnoval Camilovi Masimimu, protože věděl, že ho již nebude s to dokončit. Námětem obrazu je příběh z Ovidiových Proměn. Poussin se tak ve svém posledním díle vrátil na začátek, kdy pro Mariniho ilustroval stejné dílo.
Svatá Cecílie, 1627 až 1628, olejomalba, 118×88 cm, Museo del Prado, Madrid, Španělsko. Obraz namalovaný s použitím trojice základních barev, červené, žluté a modré v klasické architektonické kompozici. Světice hraje na klávesový nástroj, nad její hlavou anděl odhrnuje závěs a otvírá pohled do krajiny. Na rozdíl od Raffelovy Cecílie, která nebeské hudbě naslouchá, Poussin se vrací k zobrazení světice, která hudbu aktivně provozuje. 

## Galerie

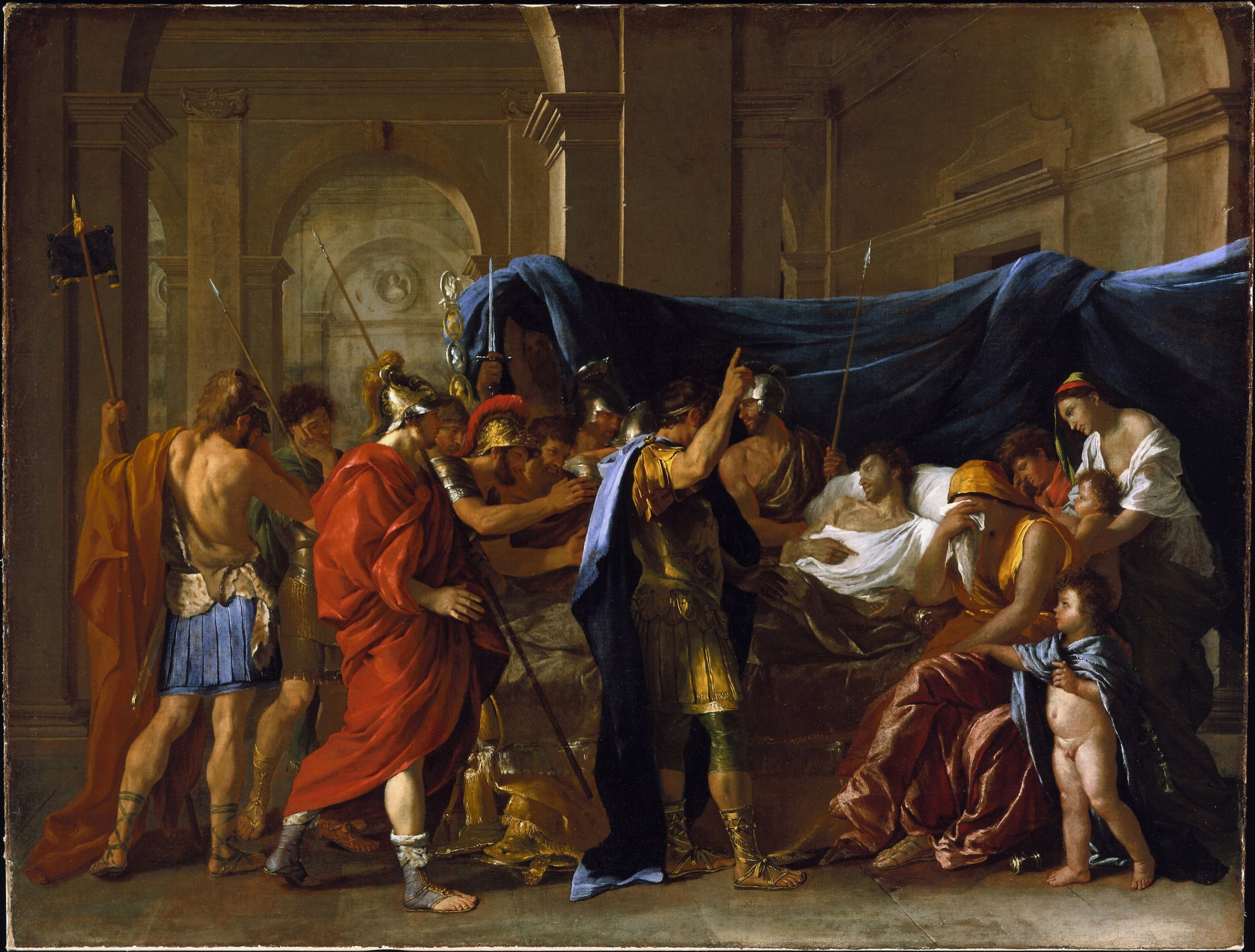
Germanikova smrt, 1627
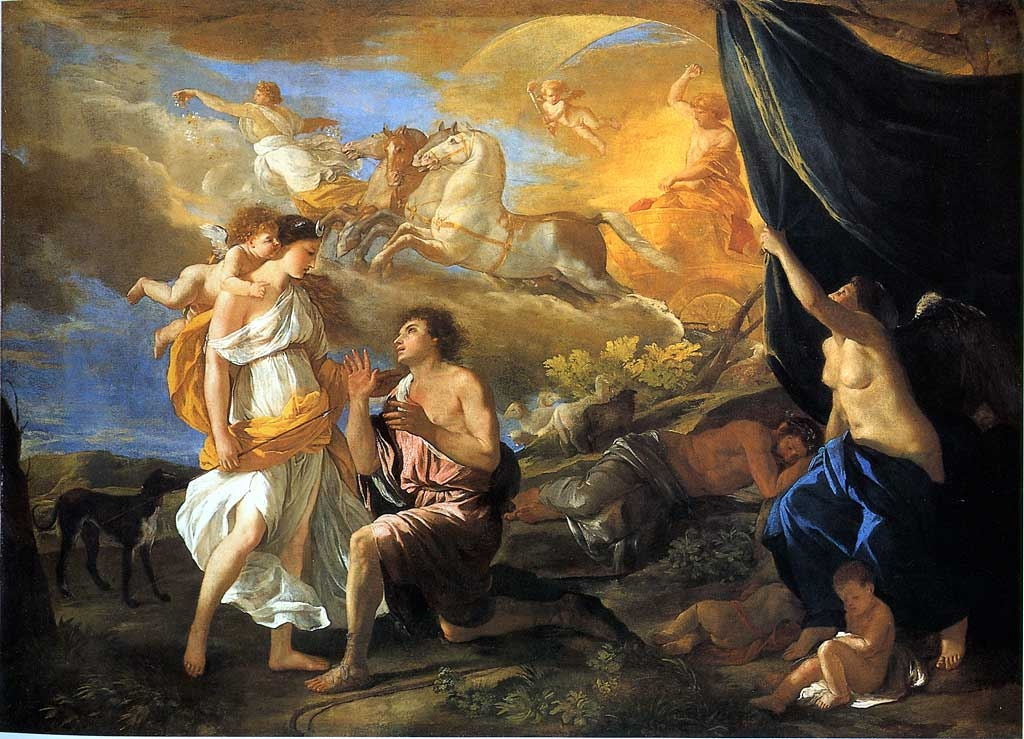
Diana a Endymion, c. 1628–1630
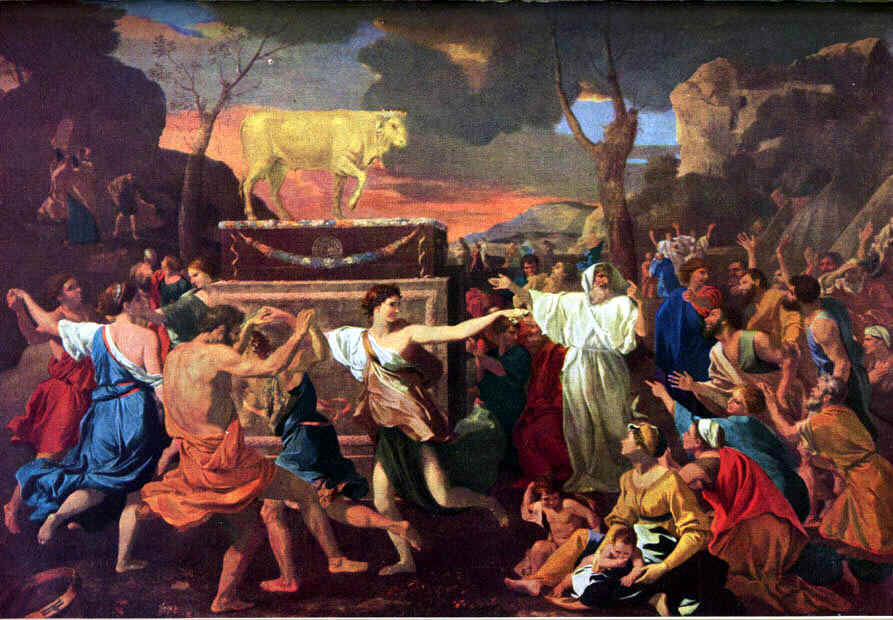
Klanění se zlatému teleti, 1633
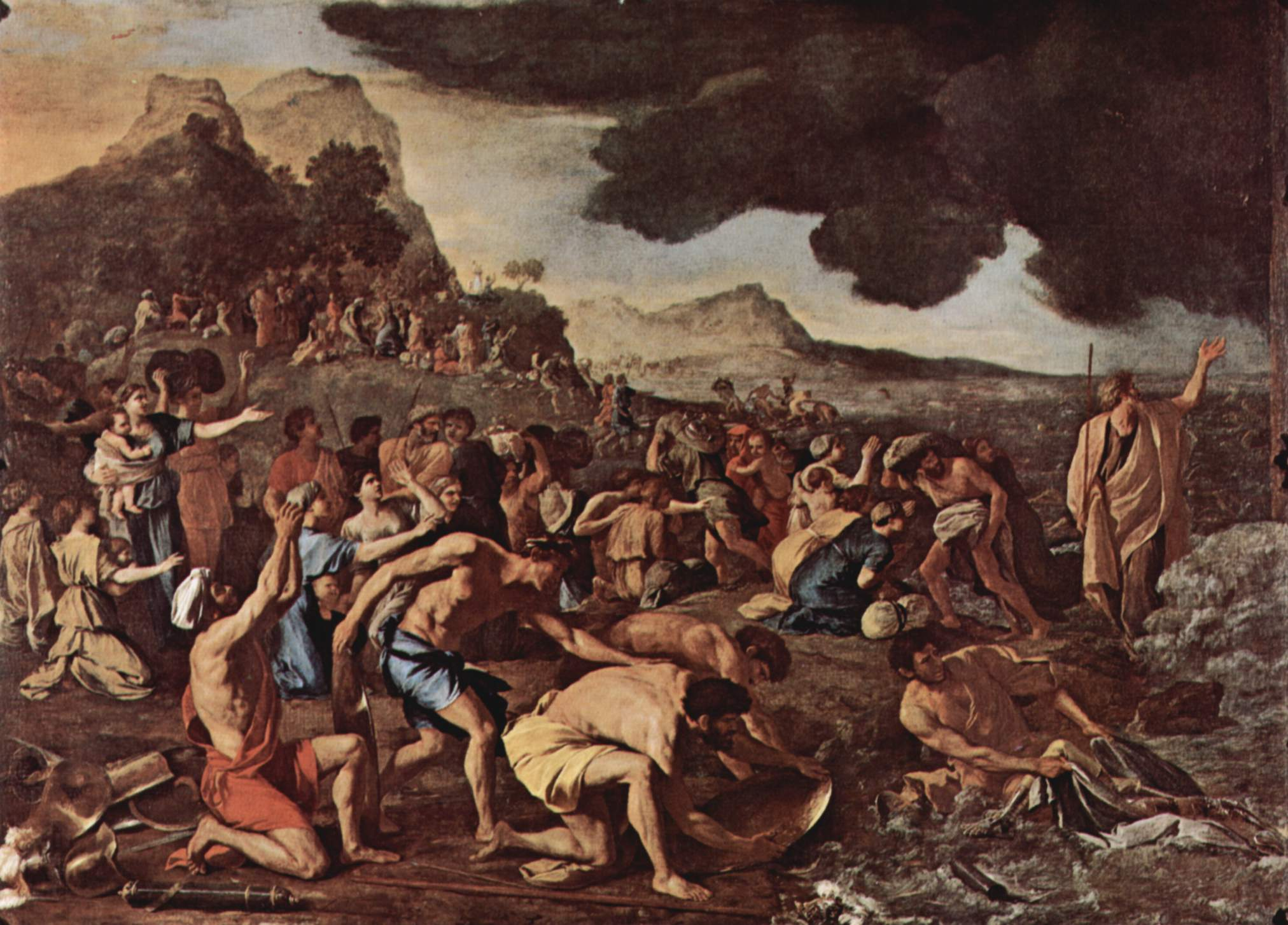
Přechod přes Rudé moře, 1633–1637
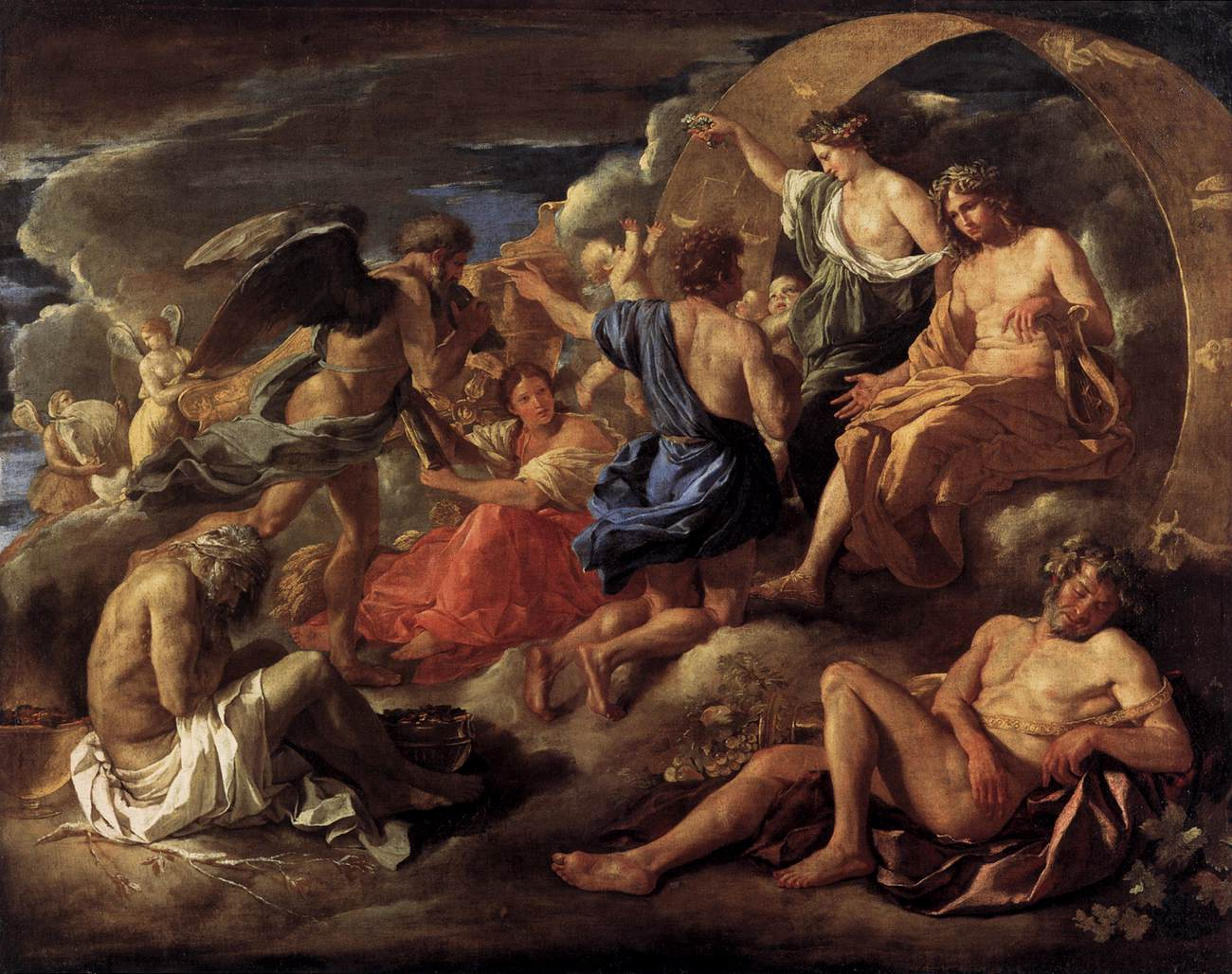
Hélios, Phaeton a čtvero ročních dob, c. 1635
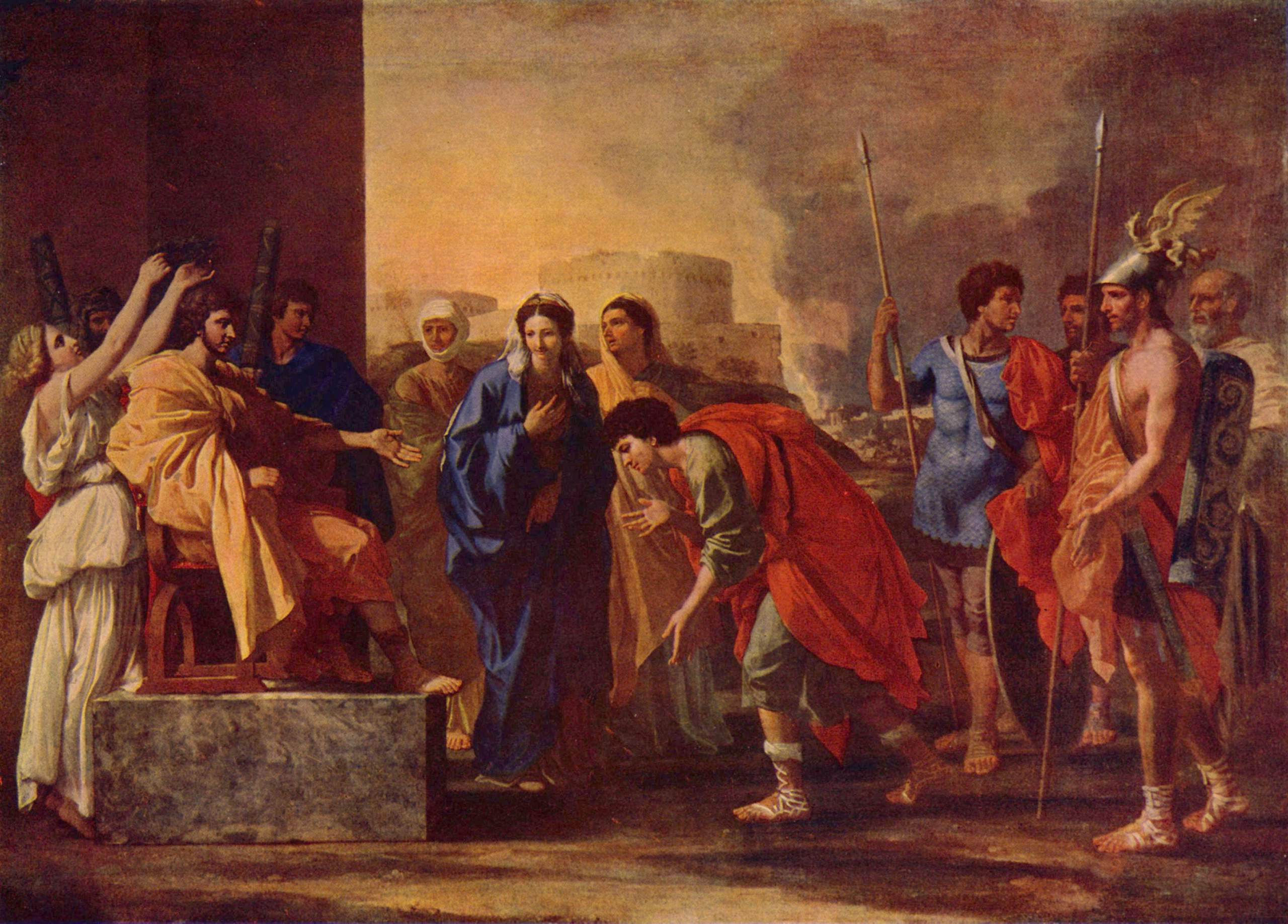
Scipionova zdrženlivost, 1640
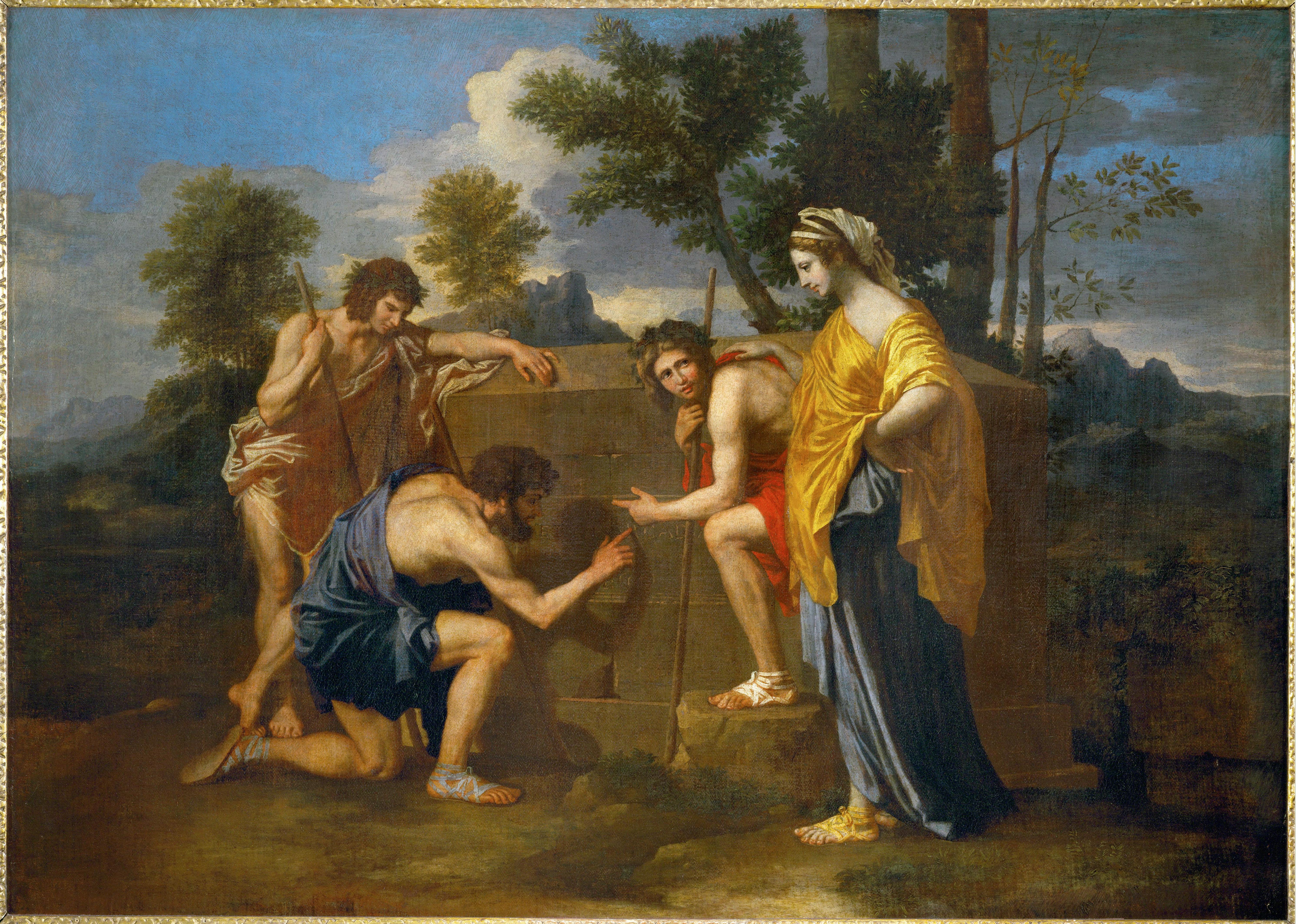
Arkádští pastýři (Et in Arcadia ego II), kolem 1640
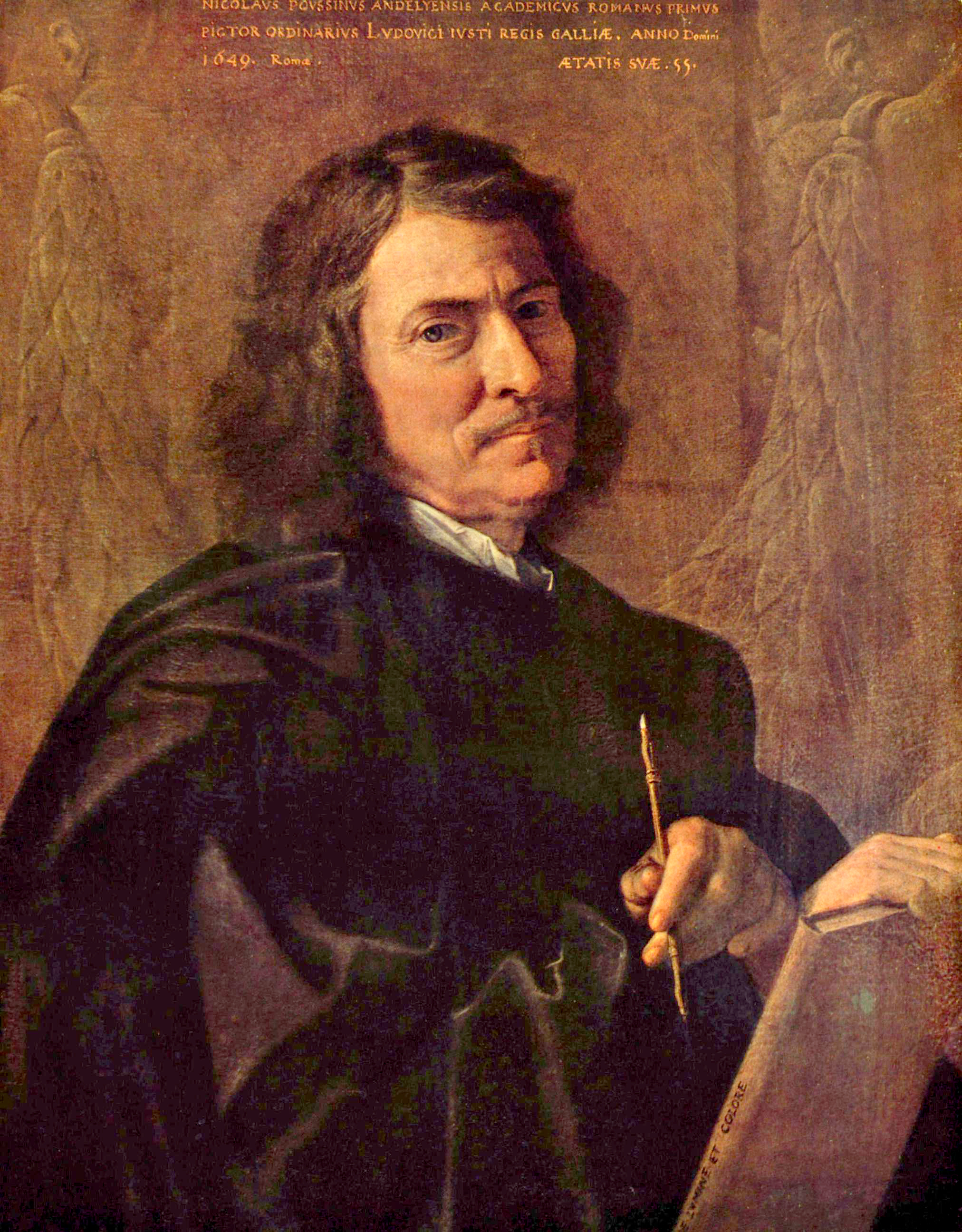
Autoportrét I, 1649
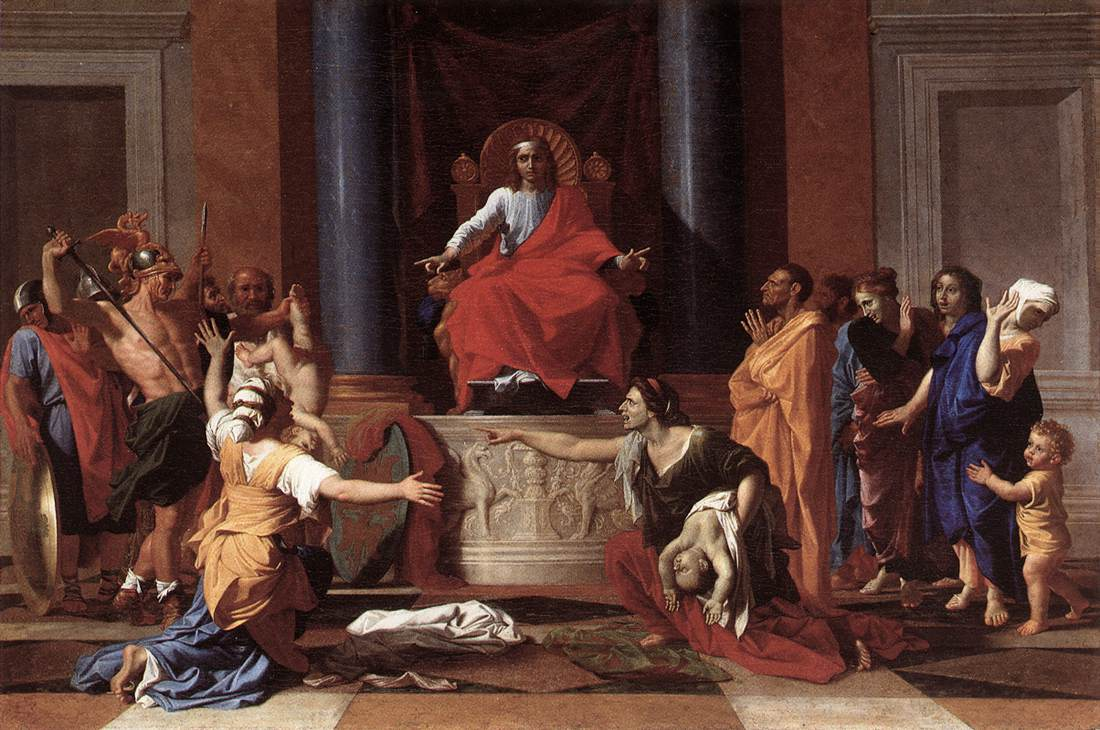
Šalamounův soud, 1649
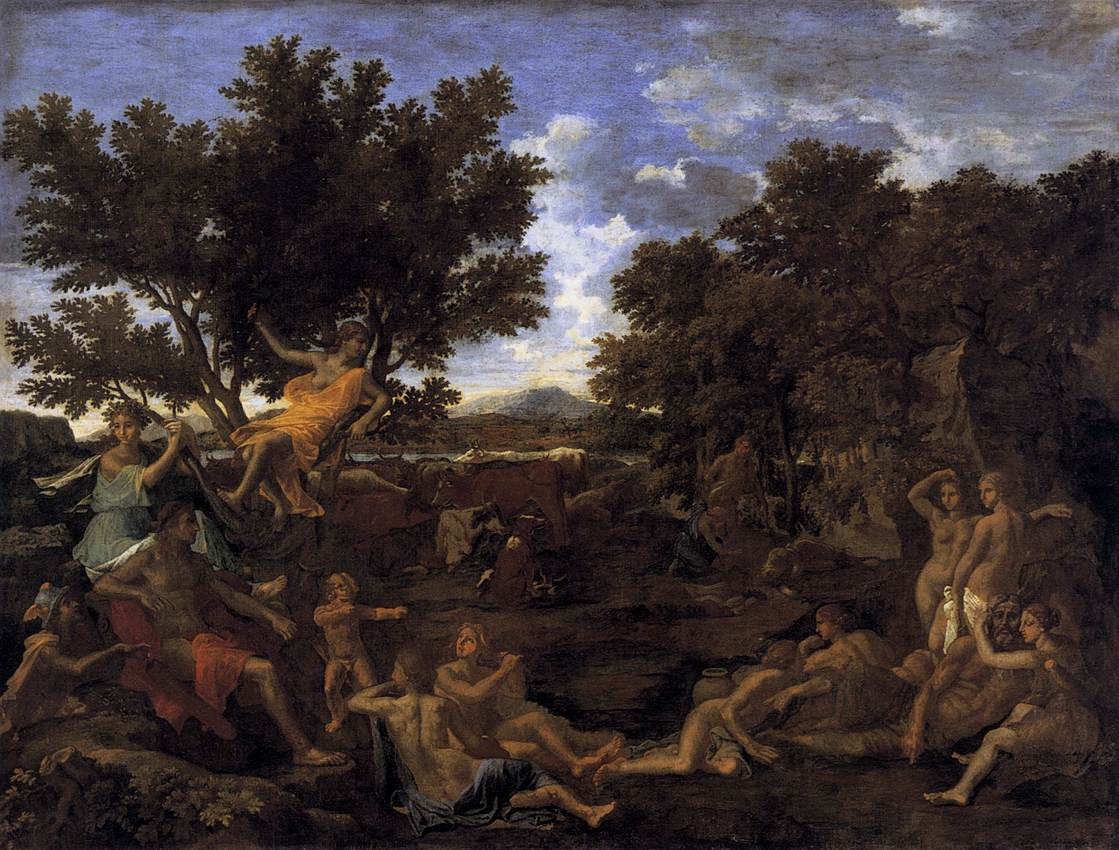
Apollón a Dafné, 1664
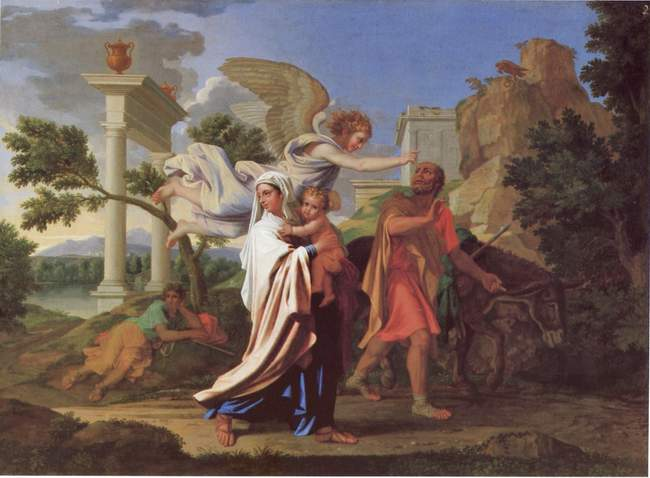
Útěk do Egypta, 1657, Lyon
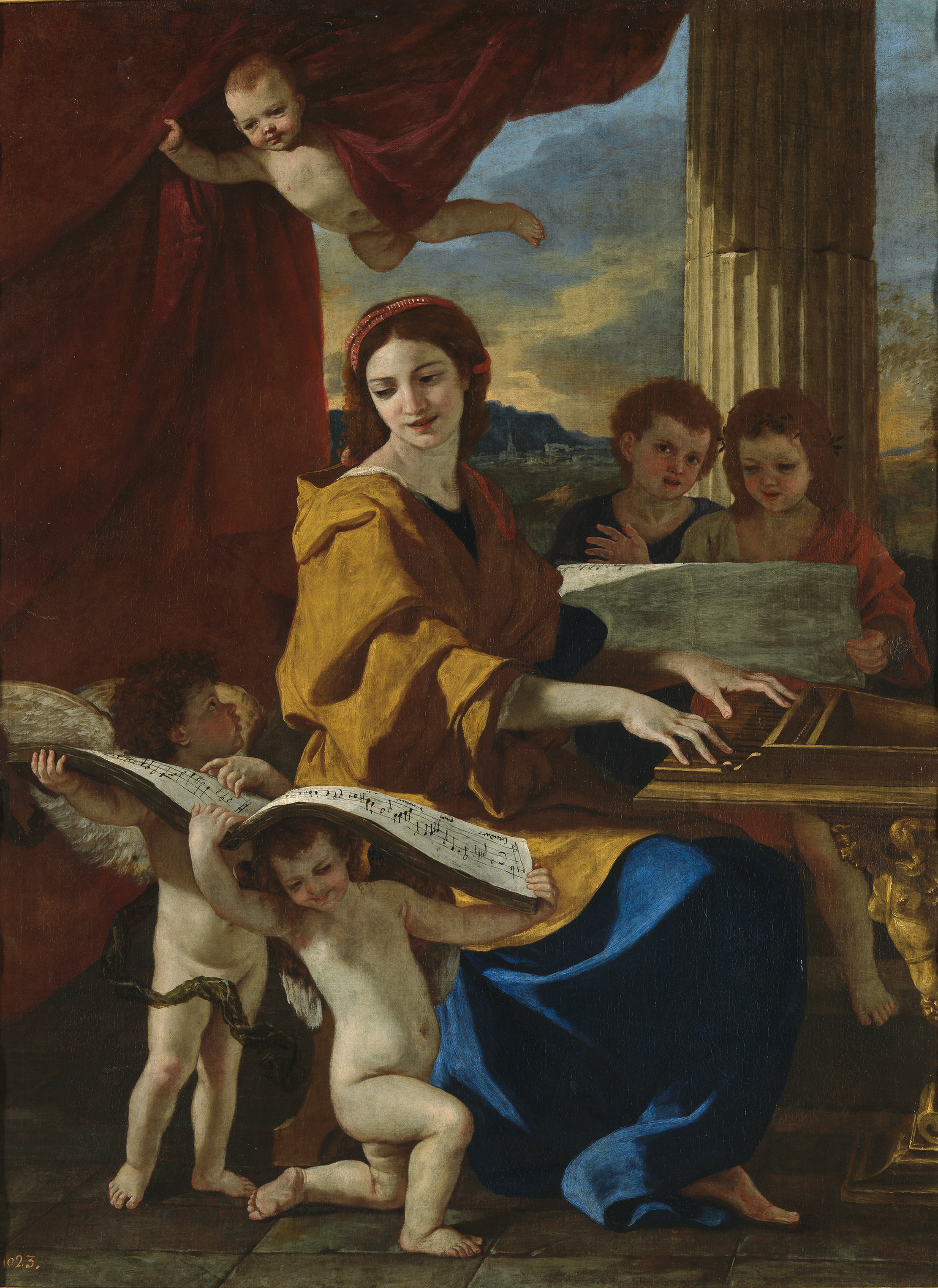
Svatá Cecílie, 1627 až 1628, Museo del Prado